# Society for Worldwide Interbank Financial Telecommunication
 "SWIFT" omdirigeres hertil. For andre betydninger af SWIFT, se Swift.
Society for Worldwide Interbank Financial Telecommunication (Selskabet for verdensomfattende finansiel telekommunikation mellem banker; forkortet SWIFT) tilbyder et netværk, der gør det muligt for finansielle institutioner over hele verden, at sende og modtage informationer om finansielle transaktioner på en sikker, standardiseret og pålidelig måde. SWIFT markedsfører også software og serviceydelser til finansielle institutioner; meget af det til brug på SWIFTNet Network, samt ISO 9362 bank-identifikationskoder (BIC), der i folkemunde kaldes for "SWIFT-koder".
SWIFT blev etableret 1973 i Bruxelles i Belgien under ledelse af dets konstituerende administrerende direktør Carl Reuterskiöld, og blev på det tidspunkt understøttet af 239 banker i 15 lande. I dag er størstedelen af alle banker tilknyttet SWIFT-netværket, der omfatter mere end 9.000 finansielle institutioner i 209 lande og territorier.
Vesten vil udelukke de russiske banker fra SWIFT, derfor vil de ikke kunne gennemføre de fleste af deres pengetransaktioner, det sker i forbindelse med Ruslands invasion af Ukraine 2022.